# Noord-Egeïsche Eilanden
Noord-Egeïsche Eilanden (Grieks: Βόρειο Αιγαίο, Vorio Ejeo) is een van de dertien periferieën (regio's) van Griekenland. Het bestaat uit een aantal grotere eilanden in het noorden van de Egeïsche Zee, tussen het Griekse vasteland en Turkije.

## Bestuurlijke indeling
De bestuurlijke regio (periferia) is sinds 2011 onderverdeeld in vijf regionale eenheden (periferiaki enotita): Chios (Χίος), Ikaria (Ικαρία), Lesbos (Λέσβος), Limnos (Λημνος) en Samos (Σάμος). Zij vervingen in 2011 de tot dan toe bestaande drie prefecturen (nomi) en hebben sindsdien geen eigen bestuur meer. Limnos behoorde voor 2011 tot de prefectuur Lesbos en Ikaria tot Samos.

## Eilanden
- Lesbos
- Chios
- Psara
- Oinousses
- Ikaria
- Fournoi Korseon
- Limnos
- Agios Efstratios
- Samos

Attica · Centraal-Griekenland · Centraal-Macedonië · Epirus · Ionische Eilanden · Kreta · Noord-Egeïsche Eilanden · Oost-Macedonië en Thracië · Peloponnesos · Thessalië · West-Griekenland · West-Macedonië · Zuid-Egeïsche Eilanden

Autonome Monastieke Staat van de Heilige Berg (Athos)

Periferie-districten · Gemeenten